# ピチョーラー湖
ピチョーラー湖（ヒンディー語：पिछोला झील  Pichōlā jhīla、英語：Pichola Lake）は、インドのラージャスターン州、ウダイプル県の都市ウダイプルに存在する湖。

## 歴史
人造湖であり、1362年にピチョーリー村に建造された。
ピチョーラーの名はこれにちなむ。
ピチョーラー湖の周りにはシティ・パレス、ジャグ・マンディル、ガートなどの建造物が建築され、現存している。

## ギャラリー

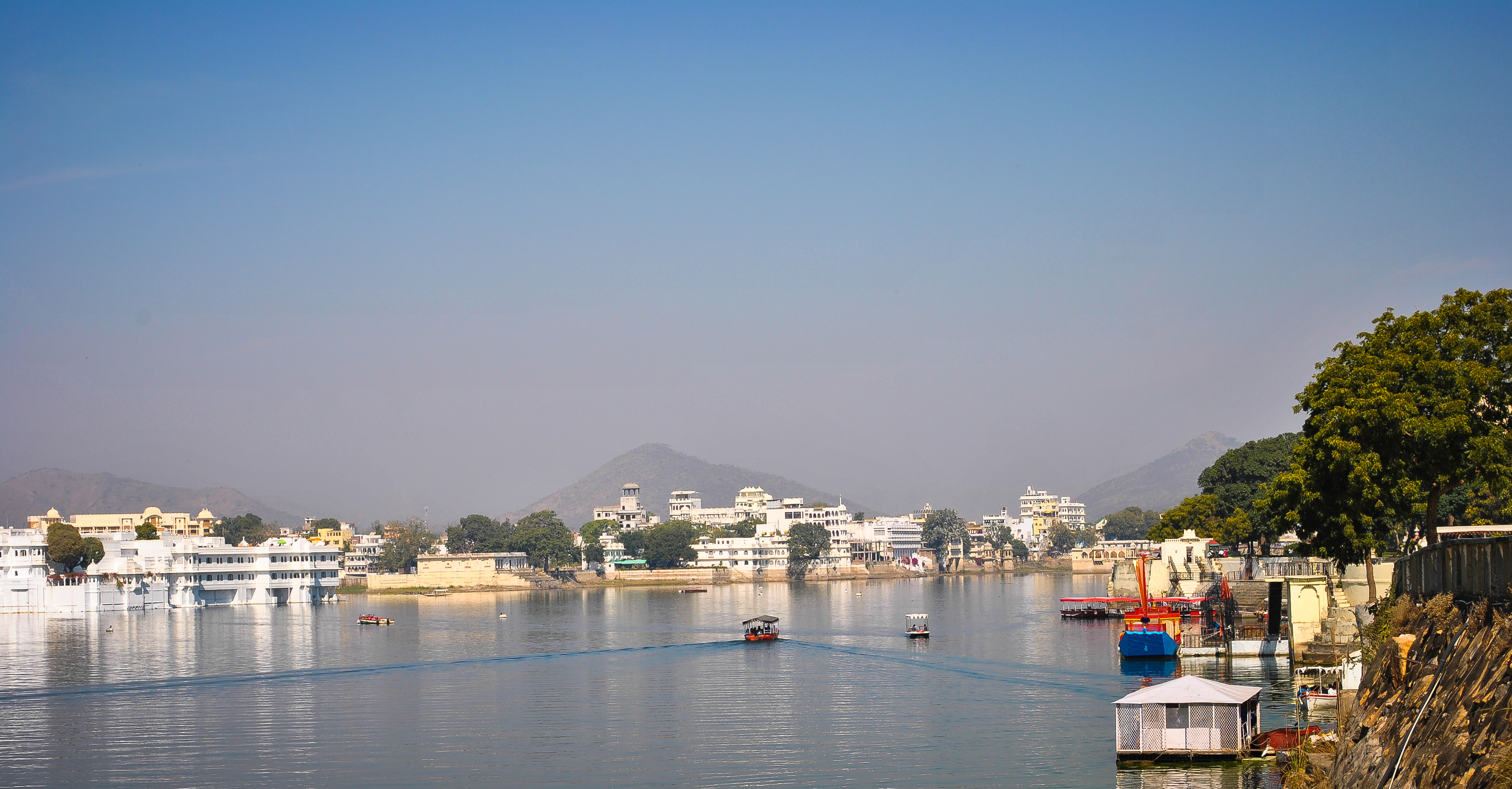
ピチョーラー湖
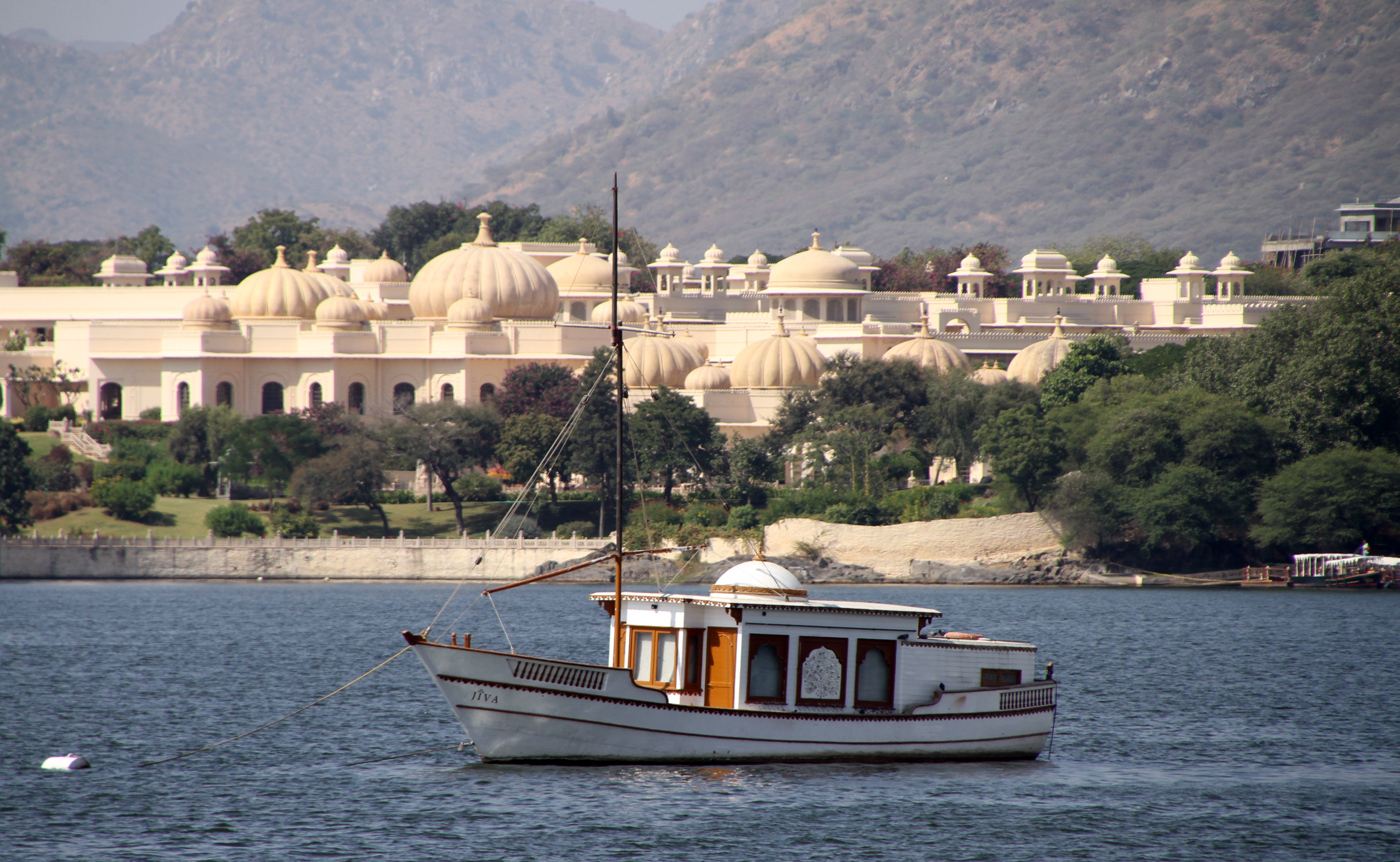
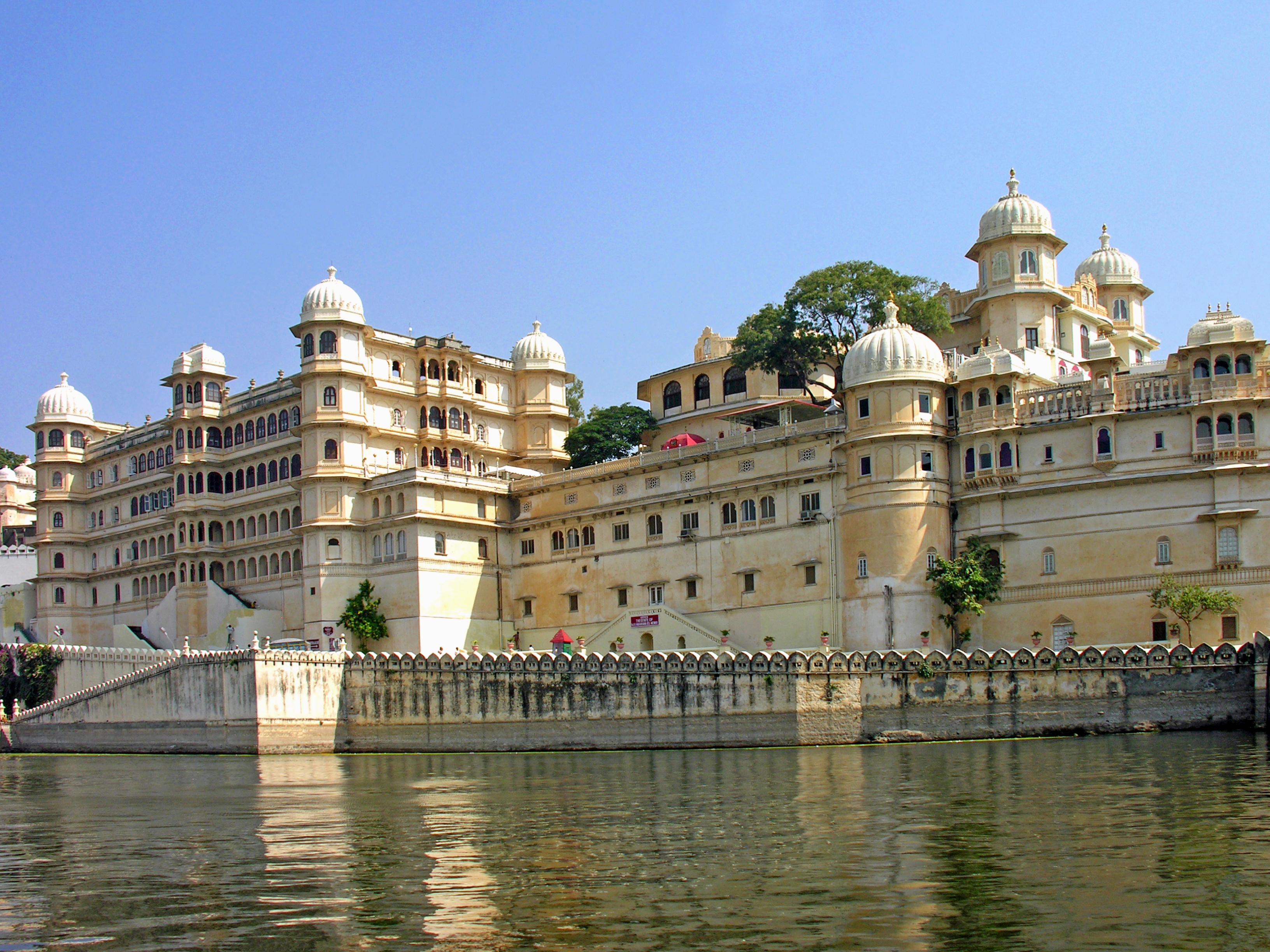
シティ・パレス (City･Palace)
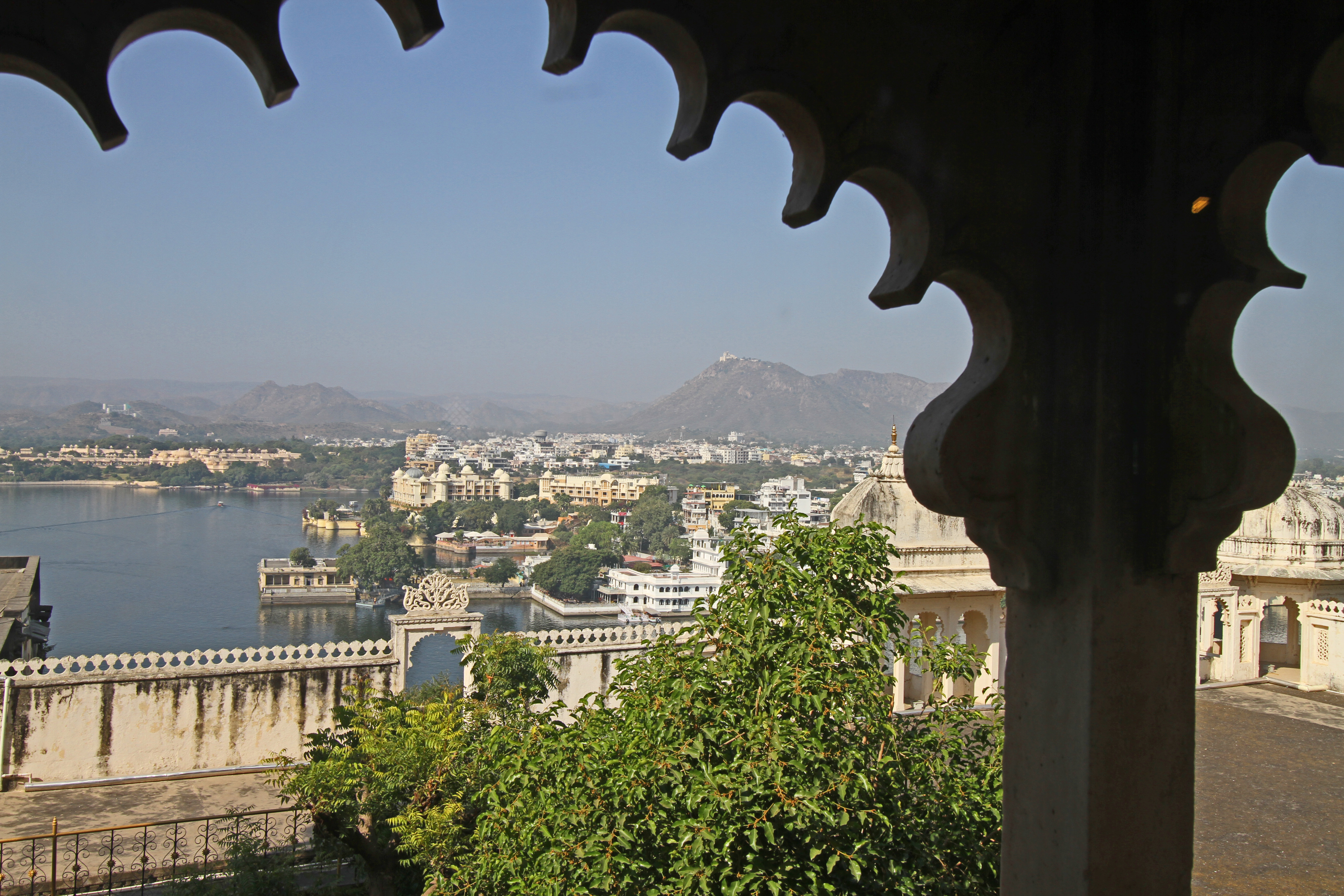
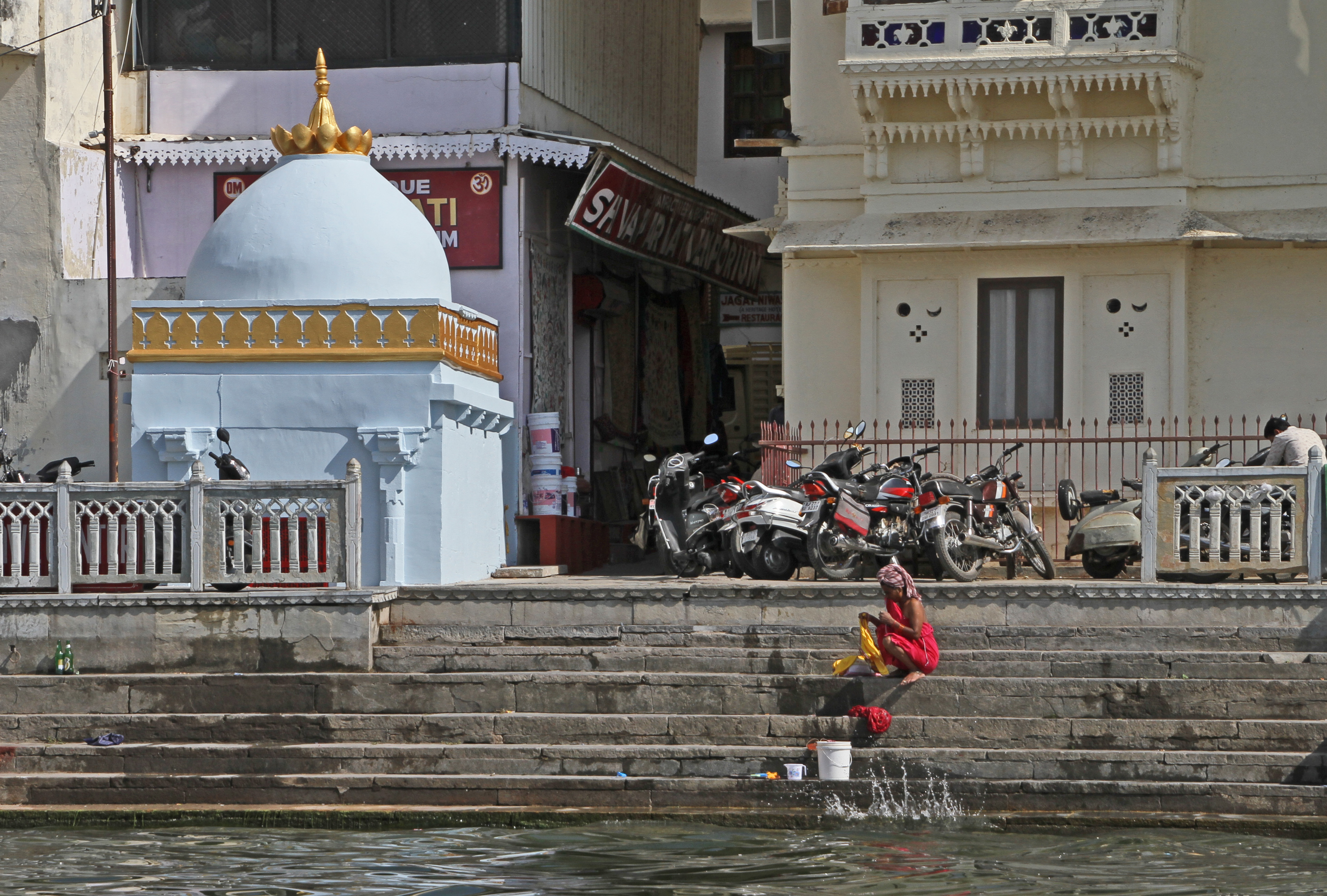
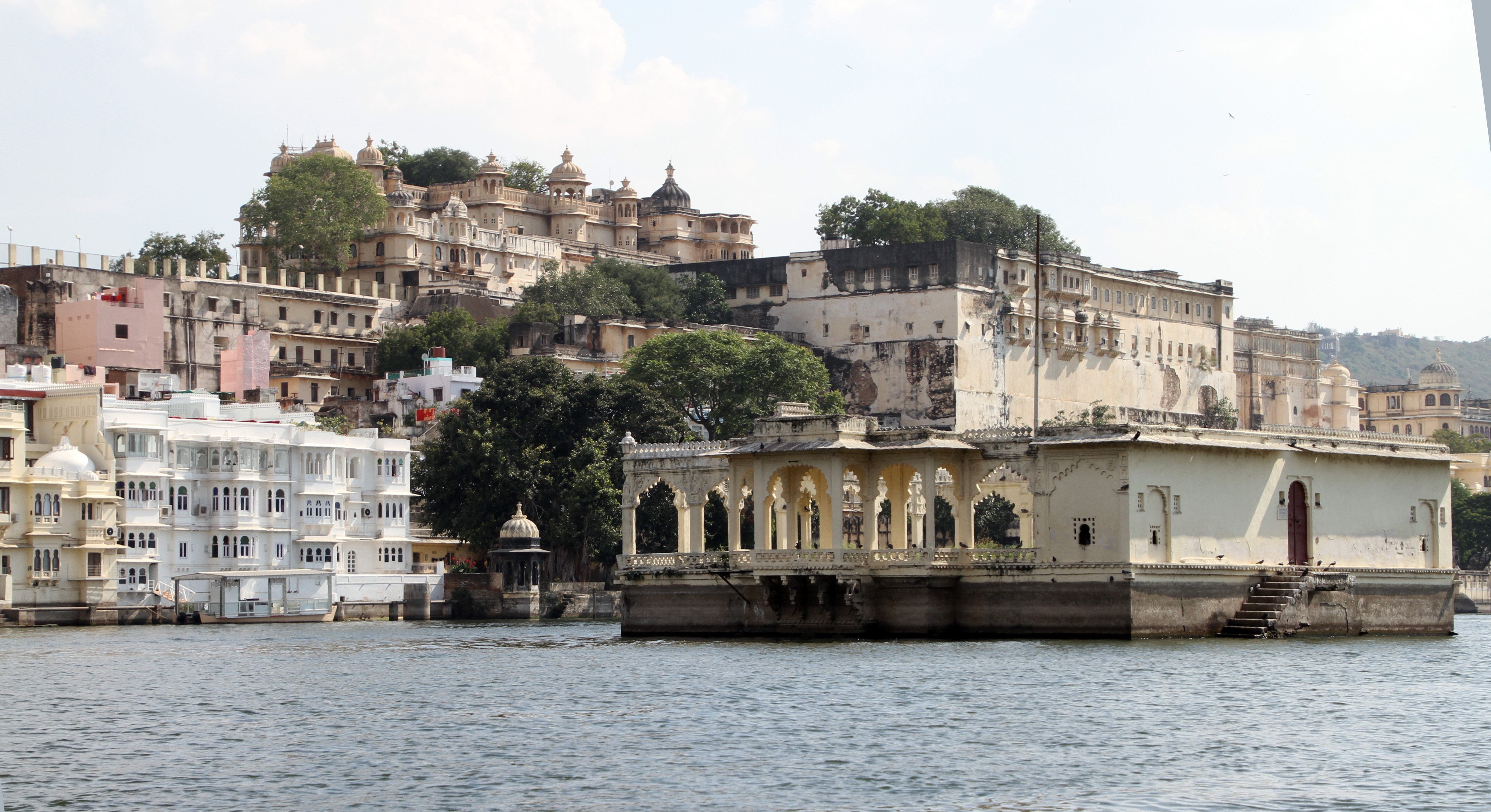
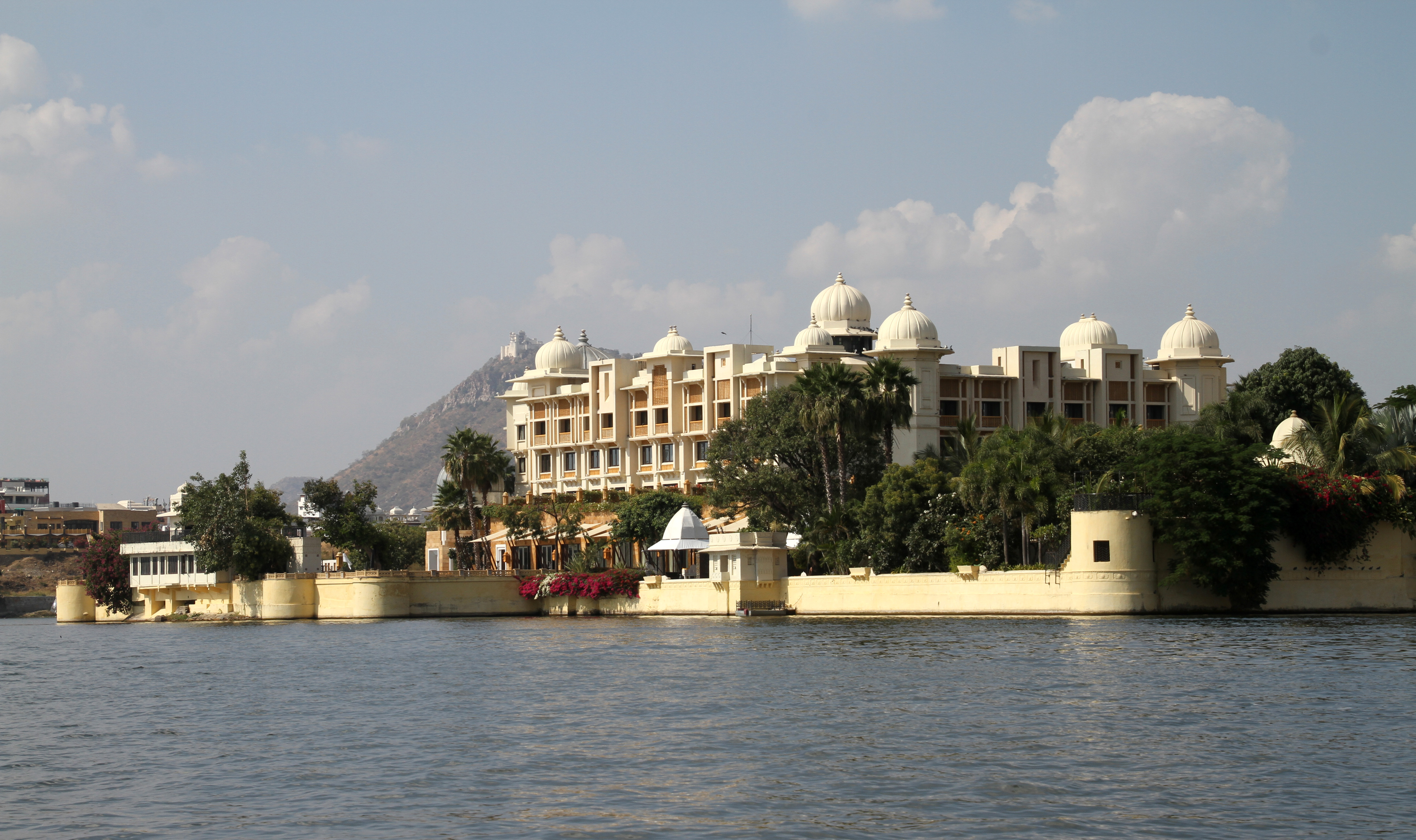
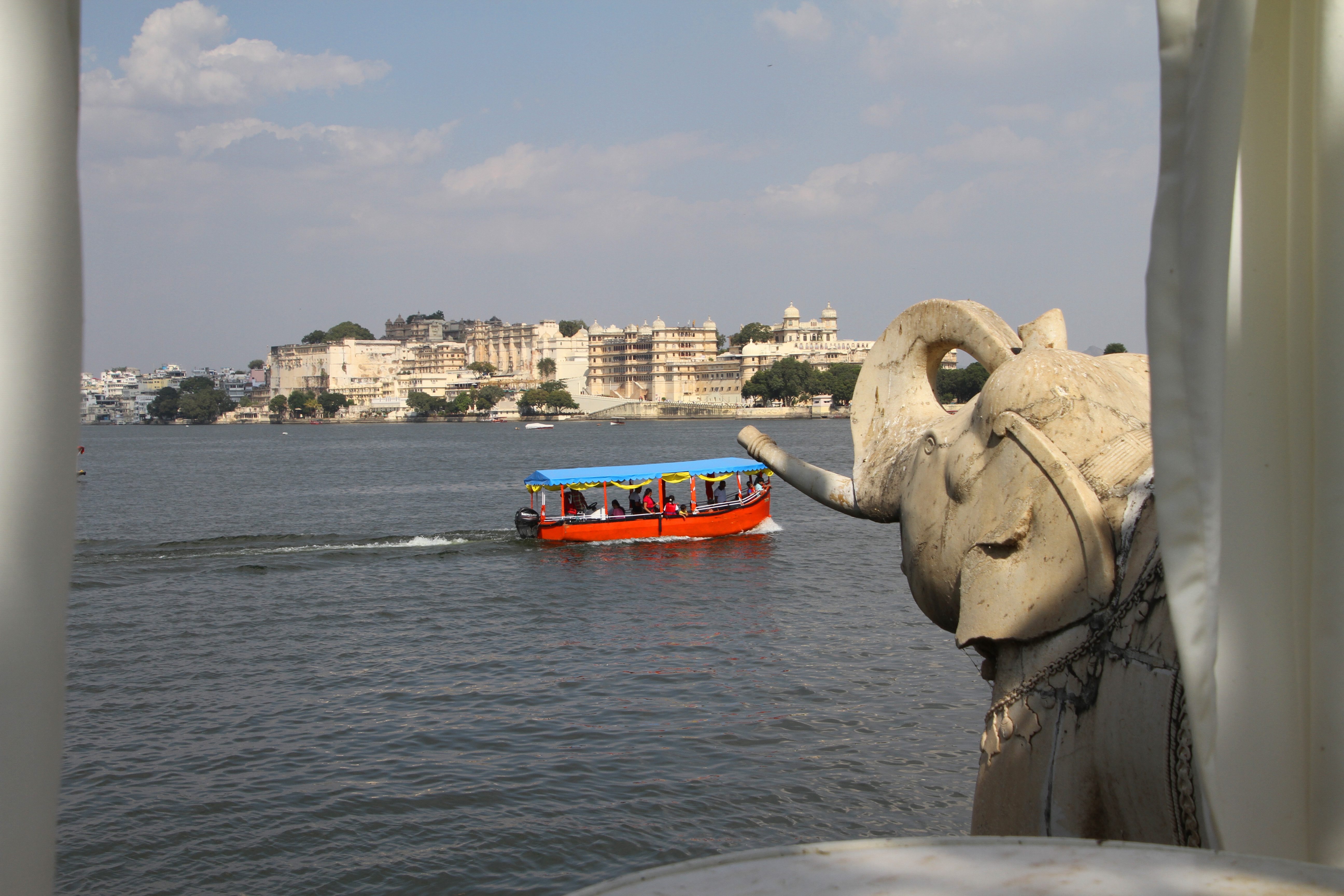